# Harthi, Magadi
Harthi là một làng thuộc tehsil Magadi, huyện Ramanagara, bang Karnataka, Ấn Độ.